# Bret-Gelieren
Bret-Gelieren is een stadsdeel van de Belgische stad Genk. Het is tevens een parochie die ontstaan is door het samenvoegen van de twee gehuchten de Bret en Gelieren. Het stadsdeel telde in 2004 3546 inwoners, van wie 2809 inwoners in Bret en 737 in Gelieren.
Bret-Gelieren ligt ten noordoosten van het stadscentrum met de Bret aan de Weg naar As en Gelieren onmiddellijk ten oosten hiervan. Gelieren zelf bestaat uit twee delen: het hoger gelegen deel Hoogzij en het lager deel Neerzij. Zowel de Bret als Gelieren worden als meer residentiële woonwijken beschouwd. De Bret is iets dichter bebouwd en is wat drukker door het hoge aantal scholen terwijl Gelieren omgeven is door de bossen van het domein Kattevennen.

## Geschiedenis
Gelieren is een van de zes oorspronkelijke gehuchten van Genk. Het werd reeds vermeld in 1345 als Ghelieren, wat helling betekent. Het zou lange tijd een landelijk en groen gehucht blijven.
De Bret werd voor de eerste maal vermeld in 1439 als Breyt en was een topografische benaming voor een plaatselijk veld. In de loop van de 19e eeuw, maar vooral in het begin van de 20e eeuw kwam er pas een kern tot stand. Door de vestiging van het Sint-Jan Berchmanscollege, ontstaan in 1919 en op de Bret gebouwd in de jaren twintig, ontstond er lintbebouwing langs de weg naar As. Vooral na de Tweede Wereldoorlog werd het gebied grotendeels verkaveld. Hierdoor groeide Bret zowel naar het stadscentrum als naar Gelieren toe.
Tijdens de Tweede Wereldoorlog vestigden de Duitse troepen zich in het Sint-Jan Berchmanscollege. Op de plaats waar nu een mariabeeld hangt in de grote studiezaal hadden de Duitsers een grote Duitse adelaar geverfd met carrosserieverf waardoor men, hoewel het meermaals overschilderd geweest is, nog steeds te contouren kan zien. In het tegel-patroon van de grote hal, de studie- en de eetzaal kan men swastika's herkennen. Dit is echter puur toeval want deze tegelvloeren werden voor de naziperiode aangelegd.
In 1956 smolten beiden gehuchten samen en gingen een parochie vormen. Vooral de Bret ontwikkelde zich verder met de bouw van de kerk en de ontwikkeling van een scholencentrum van zowel kleuter-, lager, algemeen secundair (ASO), technisch secundair onderwijs (TSO) en hoger kunstonderwijs voor de hele Genkse bevolking. Zo ontstonden het Koninklijk Atheneum, het Koninklijk Technisch Atheneum (KTA), het Technisch Instituut Sint-Lodewijk en het Onze-Lieve-Vrouwlyceum. Voor deze laatste school werd op Expo 58 te Brussel het Canadees paviljoen aangekocht en vervolgens op de Bret opnieuw opgebouwd om omgevormd te worden tot een degelijk schoolgebouw. Ongeveer 4000 tot 5000 leerlingen volgen een opleiding in een van de scholen van de Bret.
Op het einde van de jaren 1960 werd de Weg naar As ontlast door de aanleg van een nieuwe expresweg ten oosten hiervan (de Europalaan), waardoor Gelieren doormidden gesneden werd. De aanwezigheid van de expresweg stimuleerde ook de residentiële woningbouw aldaar. Mede door de aanleg van deze Europalaan, maar ook door de aanleg van de E314, verdween "het spiegelke van de hemel" (oftewel de Timkensberg). Dit zeer heuvelachtig stukje natuur was vooral bij natuurliefhebbers en kinderen erg geliefd.
Wegens de immense drukte tijdens het schooljaar bij het begin en einde van de schooldag werden in de periode 2009-2010 de Collegelaan en de Weg naar As heringericht.

## Bezienswaardigheden

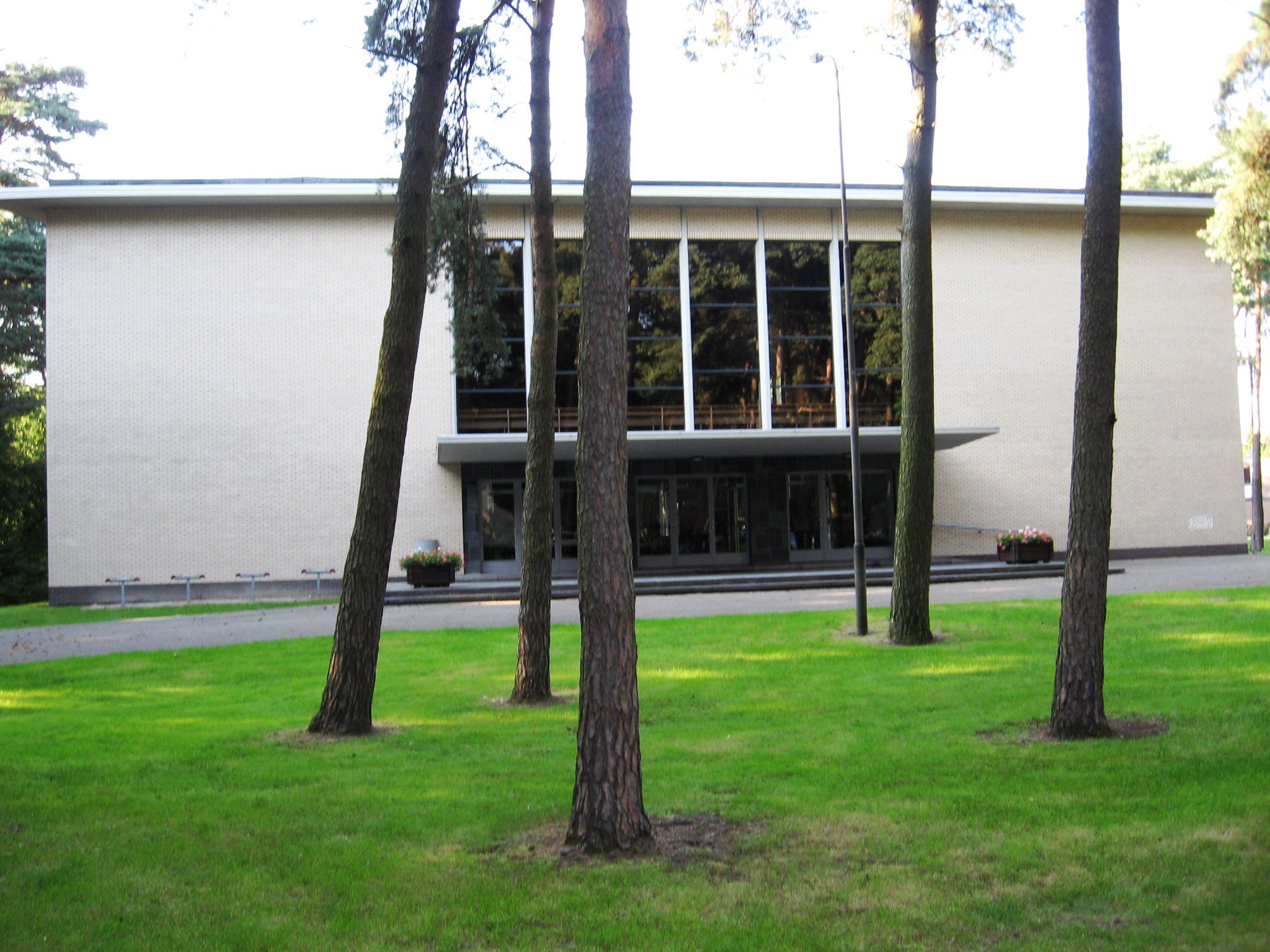
De Onze-Lieve-Vrouw van Fatimakerk

- De Onze-Lieve-Vrouw van Fatimakerk te Bret. De eerste kerk werd gebouwd in 1959 doch zij diende slechts als voorlopige kerk. In 1968 werd de huidige Onze-Lieve-Vrouw van Fatimakerk gebouwd en werd de eerste kerk omgevormd tot sporthal, vooral voor de scholen uit de onmiddellijke omgeving. Tegelijkertijd werd er een parochiecentrum en een pastorij gebouwd. Architect van al deze gebouwen was André Croonenberghs (de vader van Andrea Croonenberghs).
- Het Emile Van Dorenmuseum, dat zich in de oude villa van de Brusselse landschapsschilder Emile Van Doren bevindt.

## Scholen
Lager onderwijs
- Vrije Basisschool Bret-Gelieren
- Basisschool GO De Reinpad-Gelieren (vestiging Reinpad en Gelieren)

 Secundair onderwijs
- Sint-Jan Berchmanscollege (ASO + TSO + BSO + Topsport)
- Onze Lieve Vrouwlyceum (ASO)
- Kunstschool (KSO)
- Technisch Instituut Sint-Lodewijk (TSO + BSO)
- Koninklijk Atheneum + KTA 1 (ALTEA, Algemeen en Technisch Atheneum)
- (K)TA2 De Wijzer (TSO + BSO)
- De Richter (BuSO)

## Sport
Bret-Gelieren heeft een eigen voetbalploeg, Bregel Sport, die in de 3e provinciale reeks Limburg speelt. Het terrein is in Bret gelegen.
Het Golfterrein Spiegelven ligt in deze wijk.

## Bekende inwoners
VRT-omroepster en actrice Andrea Croonenberghs is uit deze wijk van Genk afkomstig. Politicus Jo Vandeurzen en voormalig minister Luc Dhoore zijn ook in de wijk Bret-Gelieren woonachtig. Huidig burgemeester van Genk Wim Dries groeide op in de wijk en is er nog steeds woonachtig.
Deelgemeente: Genk

Gehuchten, dorpen, stadsdelen en wijken: Bokrijk · Boxbergheide · Bret-Gelieren · Camerlo · Driehoeven · Hoevenzavel · Kolderbos · Langerlo · Nieuw-Texas · Sledderlo · Terboekt · Termien · Vlakveld · Waterschei · Winterslag · Zwartberg

Lijst van Belgische gemeenten · Arrondissement Hasselt · Limburg · Vlaanderen · België